# Kovačići kod Rešetnice (Goražde, BiH)
Kovačići su naseljeno mjesto u općini Goražde, Federacija BiH, BiH. Do 1962. pripadalo je Foči, a nakon toga je pripojeno Rešetnici u općini Goraždu (Sl.list NRBiH, br.47/62). Đakovići su južno. Južno teče rijeka Osanica.